# エリア88の登場人物
エリア88の登場人物では、日本の漫画『エリア88』およびそれを原作とするアニメ、およびカセットブックに登場する架空の人物について説明する。
担当声優はOVA版 / カセットブック（CB）版 / テレビアニメ版の順に表記。また、担当声優名は当時のクレジット表記に基づく。
各キャラクターの乗機の変遷は原作の漫画版に基づいており、基本的に一回限りのものは省かれている。

## エリア88

### 主要人物
風間真（かざま しん）
声 - 塩沢兼人（少年時代 - 坂本千夏） / 塩沢兼人 / 子安武人
本作の主人公。通称、シン。わかばホームという孤児院で育ち、幼少期から少年期をそこで過ごす。
大和航空のパイロット候補生で、社長の娘・津雲涼子とも恋仲だったが、孤児院から一緒だった親友・神崎の策略により、アスラン王国の政府軍外人部隊・エリア88に入隊させられる。パーソナルマークは炎のたてがみのユニコーン。

サキ・ヴァシュタール
声 - 志垣太郎 / 田中秀幸 / 高橋広樹
エリア88の司令官。中佐。アスラン国王ザクの甥で、反政府軍の首領アブダエル王子とソリア妃の長男。リシャールは実弟。パーソナルマークはアスラン王国の紋章（王冠を載せた盾に獅子と馬）。
アスラン王家の王子であり、本来正規軍を指揮するべき立場だが、父親との決着を付けるために外人部隊を率いて最前線に立つ。サキと父アブダエルの相克も本作のテーマの一つであり、本作品のもう一人の主人公。独房に入れられ精神錯乱を起こしたシンによって負わされた傷が元となり、しばしば発作的に視力を失う症状を抱えることになる。一時欧州で治療を受けたものの、暗殺者による妨害で十分とは言えず最終的には失明した。
額のX字の傷痕と、腰まで届く真っ直ぐな黒髪の長髪が外見上の明らかな特徴。この髪が母ソリアや弟リシャールの美しいブロンドとは似ても似つかず、父からの遺伝であることをサキは嫌っている。目を傷めてからはサングラスを着用するようになり、それもトレードマークの一つとなっている。
かつて自らの甘さと判断ミスにより、率いた部隊を父親と弟に裏切りに近い形で壊滅させられた過去を持つ（経緯の詳細は#アスラン王家の人々 リシャール・ヴァシュタールの節を参照）。額の傷跡はこの過ちを忘れぬため公の場で自らナイフで刻んだ罪の十字である。このような過去のため、アスラン正規軍人の中には「裏切り者のサキ」という偏見が根強く残っており快くは思われていない。戦争の非情さを痛感しており、冷徹で非情な言動を取ることが多い。しかし根っからの冷血漢ではなく、その心は常に母親の愛したアスランの国土を強く想っていた。美しい国土を戦火に巻き込み、多くの犠牲者を出した自身の立場を重く受け止めており、その複雑な内面が時として露悪的な言動となって表れることも。
指揮官としては沈着冷静で有能であり、滅多なことでは動じない強い精神力と大局的な視点から戦況を判断する聡明さを兼ね備える。ラウンデルやシンの提案した作戦を即座に取り入れたり、エリア88の規模や環境が変化する度にそれに合わせた采配を振るなど柔軟性も高い。また、あまり実戦には参加しないがパイロットとしてもシン、ミッキーに引けをとらない腕前を持つ。「背後を取られた状況から、突如敵の視界から消え、いつの間にかその背後に天地反転もせずに位置している」という機動を決め技としており、様々なエピソードで披露している。視力を失った状態で、地面に反射する飛行音を頼りに着陸を成功させ、皆を驚かせたこともあった。
傭兵たちに対しては、一般的な軍隊のような規律にこだわらず対等の立場で接し、食事も士官用食堂ではなく彼らと共に摂る。加えて前述のように一パイロットとして傭兵たちと同じ比重で命を危険に晒しているため、傭兵たちからも役職名ではなく“サキ”とファーストネームで呼ばれ慕われている。そうした彼の人柄により、プロジェクト4の介入により正規軍が事実上壊滅しザク国王が亡命を余儀なくされ、エリア88が事実上の反政府ゲリラ部隊となっても、金銭関係を抜きにして彼の下に残る傭兵も多かった。このことをラウンデルは「傭兵を雇った指揮官は数多く見たが、心を買ったのは彼だけだ」と涙ながらに述懐している。そういうラウンデル自身も落ち目のサキと行動を共にしている。
目の治療のため欧州に渡った際に涼子たちとも関わりを持つこととなり、彼女のシンに対するひたむきな愛や、シンがエリア88に入隊した経緯を知る。そのため基本的に傭兵たちの身の上には無関心ではあるが、例外的にシンに対してだけはその境遇を気にかけていた。また、正式な手続き無しに加わったセラについてはエリア88唯一の女性として唯一人士官用水洗トイレの使用を認め、生理の際に出撃を免除するなど配慮している。
内戦終盤、戦火で混乱する王宮内に乗り込み、神崎の策略により監禁され重度の麻薬中毒者となっていた父・アブダエルと対面。衛兵に撃たれ正気を取り戻したアブダエルの真意を知らされて和解し、その死を見届ける。最期はシンに見送りの礼を述べ、母の墓廟内に父の骸と共に入り銃で自決。炎上する宮殿と運命を共にした。彼の死は神崎との決戦後にシンが記憶喪失に陥る一因となる。
名前の由来はスコットランドの小説家サキ (小説家)の短編「スレドニ・ヴァシュタール」。
- 乗機：クフィール → B-1 → クフィール
サキの所有機としてF-15が登場するが、劇中で彼自身が搭乗したことは一度もない。クフィールはアスランの友好国であるイスラエルからの入手であり、他のエリア88メンバーにも乗機とする者は多い。B-1は目の治療から帰国する際、「中東におべっかを使いたい国」から供与された。核兵器の使用も想定した導入であり、B-1のパーソナルマークだけは「翼の付いた兜をかぶった髑髏」という仰々しいものとなっている。

ミッキー・サイモン
声 - 富山敬 / 堀秀行 / 関智一
元アメリカ海軍所属。パーソナルマークはプレイボーイのラビットヘッド。
アナポリス海軍兵学校卒業後、エンタープライズの飛行隊に所属しベトナム戦争に参加しており、当時は火の玉（ファイアボール）・ミッキーという呼び名があった。マックバーンを初めとするプロジェクト4のメンバーや、ベトナム戦争当時南ベトナム軍所属であったグエンも彼の名を知っていた。実家は大企業の社長一家で婚約者もいたが、復員後平和になじめず外人部隊に入隊した。血液型はA型で、反政府軍に玉砕覚悟で突っ込んだ際にサキの弟・リシャールに助けてもらった恩があり、リシャールと血液型が同じA型だったことから彼の手術の際には輸血に協力した。
シンとは衝突も度々あったが厚い友情故のことで、戦いの中で互いに背中を任せられるほどの深い信頼関係を築く。腕はシンとサキに並び、撃墜数ではシンに次ぎエリア88のナンバー2。ただし対地攻撃はやや苦手。空戦では一撃離脱を信条としている。
ベトナム戦争当時、村を一つ焼き払って村民を虐殺した過去を持つ。伝染病が発生し、ワクチンも届けられずやむを得ない状況だった為、部下を連れずに一人で作戦を遂行した。（上記の「火の玉」という呼び名はこの一件に由来しており、彼自身にとっては非常に不名誉なもの）シンに経緯を告白した際は、始終顔をしかめざるを得なかったほど苦い過去である。
プロジェクト4所属のマックバーンとは米海軍でともに戦っており、旧知の仲である。ベトナム戦争後、ブルー・エンジェルスに配属されたマックバーンを羨ましく思っていた。逆にスラムから這い上がったマックバーンもまたパリパリの将校として着任し、戦友達から非常に慕われていたミッキーに羨望していた。再会後に互いの事情を語り合い、その後は様々な場面で好敵手として戦いを繰り広げる事となる。
明るい性格でムードメーカー的存在。アメリカ合衆国独立記念日の際には、米国出身のパイロットを集め、率先してパーティーを開いていた。サキの不在時には戦隊司令官代行となっている。ギリシャ訓練基地での部隊再編後はシン、グレッグ、ルロイと共に大尉に任官し、ケンを副官にしている。プロジェクト4の攻撃により、アスランの首都が陥落した時には、エリア88のパイロットを代表してサキと交渉し、パイロットを脱出させるよう要求するなど、パイロット達からの信頼も厚くリーダーシップを発揮している様子がうかがえる。
アスラン内戦終盤セラと恋仲になり、戦後共に生きることを約束するものの、最終出撃時にマックバーンとの交戦でセラを庇って被弾した愛機F-14が着陸中に爆発炎上。セラが駆けつけたが既に意識はなく、そのままセラと共に爆死。
- 乗機：F-100 → A-4 → クフィール → F-14 → F/A-18（地上空母の搭載機） → F-100 → A-4 → F-14
ベトナム戦争での愛機だったF-14戦闘機を「こいつが一番気に入ってる機体」と語っている。

新谷の作品『ふたり鷹』にカメオ出演し、鈴鹿8耐で88番車に搭乗した。
グレッグ・ゲイツ
声 - 神山卓三 / - / 高塚正也
元デンマーク空軍所属。機体のパーソナルマークは“ナイフを咥え蝋燭が立てられた髑髏”でヘルメットのパーソナルマークは黒い波形の線。
除隊後、ソビエト連邦からの亡命者を手引きする「逃がし屋」をバクシーと共にやっていたが、ある依頼がきっかけで東側の工作員を殺害してしまい追われる身となる。その後は各地を転々と逃げ回る中で疲弊していった末、もはや追っ手の振り切りは不可能である事を悟り、身を隠す目的で外人部隊に入隊した。その際「シャバよりゃうす汚くないかもな・・・」と、社会の暗部を見続けてきた稼業ならではの捨て鉢的なセリフもこぼしていた。
突き出た腹と達磨のような髭が特徴で、「ヒゲダルマ」と呼ばれていた。
初登場は第7話。搭乗機が火を出し、自らは負傷して帰還したにもかかわらず、アルコールを頭にぶっかけ、包帯をぐるぐる巻きにし、火が消えたばかりの機体に整備もせずに燃料と弾薬を補給し再出撃する様は、取材経験豊富なロッキーをあ然とさせた。
エリア88のナンバー3で、地上攻撃では無類の強さを見せる。戦友の死に涙する人情家であり、戦時下においても人としての道を示すヒューマニストでもあり、前述のように負傷も意に介さぬタフで豪快な男。またケンカっ早く、些細なことを巡っては仲間たちとケンカを繰り広げている。反面、見かけによらず教養が深い。
正規軍との共同作戦で名誉を重んじる正規軍のパイロットたちに「あんたらには戦争が終わった後にこの国を立て直す仕事がある。戦いで死ぬのは帰るべき故郷を持たない外人部隊の仕事だ」という演説をぶった。それまで88の外人部隊を「戦争を食い物にする傭兵風情」という見方をしていた彼らの意識が変化する契機となる。物語の終盤ではグレッグの演説がプロジェクト4の下で働かされていた旧正規軍人たちの一斉蜂起に繋がった。
エリア88では対地攻撃部隊の一員として元相棒のバクシーや仲のいいジェンセン、キャンベルらと共にスカイホークを愛機としていた。だが地上空母との戦いでキャンベルの戦死に遭遇。力不足を痛感し、貯め込んでいた貯金を全額渡してマッコイにA-10を入手してくれと懇願した。ジェンセン、キャンベルが相次いで戦死したことで意気消沈し泥酔してブロンコで出撃したものの撃墜され、グランドスラムの空けた大穴に落ちる。その後、地上空母がエリア88を占拠したため地上要員と共に捕虜にされ、地上空母の爆破により放射線被爆した。ギリシャでの再編中にマッコイから機体が届き、以後は戦死までA-10を愛機とした。旧基地の再建時にはブルドーザーを操縦する土方姿を披露し、ミッキーからそっちの方が似合っていると揶揄される。傭兵引退後を聞かれ、海の側に家を買い毎日釣りでもしながらバイオリンのレコードを聴いて暮らすと答えている。
アスラン内戦終盤、乗機のA-10が機銃により左エンジンに被弾、撃破され不時着してしまう。A-10からは無事脱出して基地へ帰還しようとしたグレッグは、その途中、戦禍によって孤児となった女児を見つけ、保護しようとするが、パニック状態であったその女児に拳銃で2発撃たれてしまう。その様子を見ていた友軍がアサルトライフルを発砲しようとしたがグレッグが止め、苦痛に耐えながら優しく女児を諭し、拳銃を投げ捨てた後、女児に対して「母親は優しかったのか」と言う問いに頷いた際に「きみもきっと優しいお母さんになる」と言い残し、笑顔のまま眠るように息を引き取った。その死を知ったアスラン空軍正規兵は、空港まで航空機で駆けつけ、彼の遺体が安置されているターミナルビルに向かい「革命の父」と呼び機上から敬礼を捧げた。
- 乗機：A-4 → クフィール → A-4 → OV-10 → A-10
クフィールに乗った事もあるが、全般的に戦闘機よりも攻撃機を愛用している。地上空母戦後は、最後までA-10を愛機とした。

ウォーレン・コールドマン
序盤から登場している古参の傭兵。パーソナルマークはヘルメットの「W」の文字で左右に星が描かれている。
ケンとペアで描かれることが多い。優男でイケメン。絵として初登場する以前にも、編隊構成員として、ケン、ウォーレンの名前だけ呼ばれるシーンが数回ある。
フォークギターが得意でたまの安息には即興で弾き語りをする。出身は不明だがフランス語はまったくダメだったらしい。地上空母との戦いでファントムの後部座席でフランス製熱源トレーサーおよびそのマニュアルと悪戦苦闘を繰り広げた際に短期間で習得した。パイロットスーツと整備服しか用がない男ばかりのエリア88で、マッコイに注文してメンズ・ファッション誌を定期購読している。キムに赤い月の夜にはよからぬ企みが行われていると語っている。ギリシア再編時に少尉となり、シンの中隊の副官を任じられた。秘蔵っ子であるキムと共にシンが最も信頼する部下。エリア88メンバー中トップレベルの腕を持つ。
アスラン内戦終盤にマックバーンの命令で脱出を命じられたプロジェクト4の空軍部隊が無差別爆撃を行っていたのに遭遇。敵機と自機が接触し脱出を試みるが、脱出装置が作動せず機体が爆発、戦死する。
- 乗機：クフィール → A-4 → クフィール

ケン・シュニッツ
序盤から登場している古参の傭兵。パーソナルマークは「KEN」の文字で左右に狼が描かれている。普段はニット帽をかぶっている。
ギリシア再編時に少尉となり、ミッキーの中隊の副官を任じられた。エリア88メンバー中トップレベルの腕を持つ。自ら「不良中年」を自称している。
アスラン内戦終盤、機体に被弾しながらもシンとキムの乗ったヘリコプターを撃墜しようとしたプロジェクト4のミグを撃墜するが、自身も既に重傷を負っており、キムに別れを告げた直後に力尽き機体が建物に激突、戦死する。
旧エリア88基地が復旧したとき、滑走路の大穴のペイントをしたのは彼である。
- 乗機：クフィール → A-10 → クフィール

キム・アバ
声 - 広橋涼（テレビアニメ版）
南アフリカの小国ルンガの第3王子。機体のパーソナルマークは剣と蛇、ヘルメットマークは左右に翼を持つ虎。テレビシリーズでは第1話から登場している。
ギリシア再編時にシンの中隊に加わる。エリア88メンバーでは数少ない黒人。ルンガの王族は元服の際に自己鍛錬として従軍する慣わしがあるため志願。年少（登場時16歳）であることから、メンバーに可愛がられていた。好物はイチゴジャム。
配属後、上官のシンから猛シゴキを受け、「生き延びる意志の大切さ」を教えられ、以後公私にわたりシンを慕うようになる。グエンの入隊後は彼からちょくちょくからかわれていたが、それがグエンの子供好き故のことであると徐々に分かり打ち解けていく。山岳基地からの脱出戦ではグエンから「生きて囲みを抜けられたらイチゴジャムの極上を一個やる」と言われ、除隊したシンから譲り受けたタイガーシャークで突破を果たすが、グエンが戦死したため落涙する。セラとは彼女が捕虜になった際から因縁があり、セラが88に加入すると仮設基地近くで水浴びしているところを見られ、ブラシア潜入作戦では姉弟という設定で作戦に従事し、空母88では同部屋をあてがわれ、旧基地偵察では一夜を共にして幽霊を目撃し、旧基地再建では食事担当係を任せられるなど何かと一緒に行動することが多かった。姉御肌のセラと子供っぽいキムの性格上、まるで姉弟ケンカのような光景が88の日常となっていた。セラとは口喧嘩が絶えなかったが、お互いに心の底では大切な仲間だと思っており、セラを気遣う発言も度々している。
元々の技量に加え、シンの課した厳しい訓練に耐え抜いたことで磨かれた操縦技術は確かなものであり、ハリアーのVTOLを生かしてさまざまな局面で活躍した（作中ルンガ王国に空母で寄港する際、「政府関係者の下へ行く」としてヘリで宮殿内に乗り付けたこともあった）。
シンに教えられた「生き延びる意思の大切さ」を忠実に守りきり、最終決戦後も完全な状態で生き残った88唯一のメンバーとなった。
原作最終回のラストで、エリア88時代の記憶を失って涼子と共に去っていくシンを唯一人見送った。
- 乗機：A-4 → AV-8A → F-20 → ハリアー又はAV-8A（作品中では明言されていない）

セイレーン・バルナック
通称、セラ。エリア88の紅一点で、潜入工作や部隊指揮もこなす女傑。パーソナルマークはハート。左目の下にホクロがあるが、描かれていなかったり、逆になっているコマも多い。
最初は父がリーダーを務める傭兵部隊のパイロットとしてプロジェクト4についていた。シンの機体を撃墜し、逃げ込んだ遺跡の地下に落ちて気を失ったシンの前に水浴び中の一糸纏わぬ姿で現れ、「砂の女王」と名乗りエリア88のメンバー全員をプロジェクト4へ寝返らせることを勧める。シンは断ったが、セラの美しさについては認めており「もし俺の心に涼子がいなかったら、君の誘惑には耐えられなかっただろう」とある種の敬意を表し、手の甲にキスをしている。一途で潔い態度に魅せられ、シンに惚れてしまう。
その後脱走兵の振りをした88の部隊と交戦し、ミッキーに撃墜され捕虜になるも、プロジェクト4の支援を受けた反政府軍によりアスラン陥落が確実となった際にシン達の計らいで山岳の88基地から脱出、シンからの伝言をパリにいる涼子に伝えてNATO空軍のF-104で88基地に帰還するが、彼はザク国王をフランスに亡命させる命令を受け、既に除隊していた。サキたちが88基地を放棄したためそこに乗り込んできた仲間のマックと合流するが、父親が戦死したことで彼女にとってプロジェクト4で戦う理由はもはやなかった。
マックの計らいもありプロジェクト4を除隊後、彼らのやり方が気に食わないという理由でエリア88に加わる。空戦の腕は一流で、文字通り敵パイロットを冥府に誘う伝説の怪物セイレーンを自認していた。
88入隊後、ミッキーと行動を共にするうちに恋仲になるも、最期は炎上するミッキーのF-14に身を投じ、共に爆死する。キムとコンビを組むことが多く、キムの姉貴分とも言うべき存在であった。キムとは口喧嘩が絶えなかったが、互いに心の底では大切な仲間と思っており、キムを気遣って優しい言葉を掛ける場面も幾度もあり、アスラン内戦終盤で王宮に取り残されたシンとサキをヘリコプターで救出に向うキムを、「必ず帰ってくるのよ」とキスして送り出した。
彼女が惚れたシンの評価は「パイロットや兵士としての技術は一人前だが、心は優しい娘のままで傭兵としては水準以下」とのこと。ブラシア組から敬意を込めて「姐さん」と呼ばれるように圧倒的多数の敵戦闘機相手でも一歩も引かない勇敢さを持つのと同時に、旧88基地で幽霊と遭遇して気絶したり、同室のキムを冗談交じりで誘惑してみたり（一方のキムは「色気ババァ」などオバサン呼ばわりするため喧嘩が絶えなかったが）、涼子に「戦場でシンを守れるのは自分」と言い放つなど女性としての面も様々に描写されている。旧OVAでは登場せず、テレビシリーズではその役どころをオリジナルキャラクターのキトリにとって代わられた。
- 乗機：MiG-21 → F-104 → F-4 → A-4 → F-104
山岳の88基地脱出時にT-38タロン（F-5の姉妹機）を使用している。またミッキーのF-14の後席に搭乗したり、ワンカットのみクフィールに搭乗したりしている。

ラウンデル
声 - 広瀬正志 / - / 服巻浩司
アスラン空軍少佐。「アークロイヤルで海賊（バッカニア）を率いてきた…」というサキの台詞から、元イギリス海軍パイロットのようである。通称、空の銀狐。
ギリシアに存在する外人部隊養成所の教官で、エリア88のメンバーが一騎当千の実力者揃いなのは彼の手腕に依る処も大きい。かつてはシンも訓練を受けた。
ギリシア再編後はサキの参謀を務め、精油所がテロにより爆破され燃料が逼迫した際には「敵さんのをかっぱらうしかありませんな」と、エリア88の歴戦のパイロットすら驚愕するような危険な作戦を立案している。サキを名将に育て上げた師でもあるが、部下としての彼に対する忠誠心は限りなく深く、パイロットとしての腕も一流。右目にアイパッチをしている。根っからの空母乗りらしく、空母88で嬉々として発着艦訓練を行うミッキーたちを見てソワソワし、サキから訓練への参加を許された時はいそいそと準備に向かう面も見られた。
強面に似合わず涙もろい一面もあり、捕虜になったセラの取調べを行う際に彼女からシンへの想いを聞いた時や、空母エリア88の艦長から戦後も引き続きアスラン防衛に務めたいとの意思を受けた際に涙を見せている。
アスラン内戦終盤で空母エリア88に向けて発射されたエグゾセ対艦ミサイルの命中が避けられぬと知るや空母を守るため愛機ごとミサイルに体当たりして戦死。
キムが「サキ・ヴァシュタールが最も信頼する七人の兵士」の一人として名前が挙がっていながらも戦死しなかったことから、名前こそ挙がらなかったが彼をその一人として含める見解もある（そもそもミッキー以外の6人の名前は、サキではなくミッキーが信頼できる6人として挙げた者である）。パーソナルマークは海賊(ジャンプパイレーツ)。なお、ラウンデルというのはイギリス軍などの使用している円形の国識別マークの呼称でもある。
- 乗機：バッカニア

マッコイ
声 - 家弓家正 / - / 大塚周夫
通称、マッコイじいさん。武器商人。守銭奴。パーソナルマークは金袋。
相棒はプーキー。なお、第1話から最後まで登場しているのは、シン、サキ、ミッキー、そしてこのマッコイじいさんだけである。
やや腰の曲がった小柄な老人ではあるが、商売に関するバイタリティは凄まじく、ティッシュペーパーから最新鋭の戦闘機まで、金尽くで何でも調達する。「金さえ出すならクレムリン宮殿だって引っ張ってきてやる」が信条。外人部隊であることから装備の規格が整わないエリア88には欠かせない存在。だが売りつける格安品の中にはトンデモな品物も多くある（詳細はエリア88 (架空の基地)#使用された兵器の節を参照）。墜落した敵機の使える部品を回収し売りつけたり、在庫のだぶついたフィルムを売りさばくために、撮影に夢中になったロッキーのフィルムバッグを炎天下に放り出して予備フィルムを台無しにするなど悪辣さも垣間見せている。物語後半ではシンに依頼されエンタープライズ級の航空母艦さえ調達してみせた。88相手以外にも手広く商売をやっていたようで、ボッシュとも取引があった。彼いわく88は「一番損もしたが一番長く続いた商売であり、中東では88以外とは取引しない」とのこと。
商売柄様々な兵器の知識を有しており、売りつけた機体の組み立てや整備・改造にも携る。一応スイス銀行に口座を持っている。
地上空母編ではF-18に仕掛けられていた爆弾の取り外し作業に同席していた際に爆弾の爆発に巻き込まれ、生死の境をさまよったが命は取り留めた。
いわゆる「死の商人」であり、エリア88撤退時等に自身も自嘲気味に「死神みたいなジジイ」と語っている。しかし、それ故に最前線で戦い続ける88メンバーに対しては常にその境遇を気遣っており、中でもとりわけシンのことを心底気に入っており、カップヌードルを調達した際には条件付きながらタダで分けてやり、最新鋭機のF-20を入手するや迷わずシンに商談を持ちかけ、バンバラではシンのためだけに滞在期間を延長して国内に留まってボッシュの無線を傍受して救出し、シンが神崎との決着のため外人部隊への入隊書類に自らの意志でサインする際には「馬鹿じゃよ」と涙ぐんでいる。また、セラにプロポーズしたミッキーに対して真っ当な生活に戻ることを諭している。逆にサキとミッキーが信頼する7人の部下について語り合った際にはミッキーがマッコイの名を上げている。
88メンバーとの絡みでは比較的コミカルなキャラクターだが、彼らとの絡みが無い（シンを除く）バンバラでのエピソードでは武器商人としての凄みを見せる。
新谷いわく、この作品で一番お気に入りのキャラクター。
- 乗機：C-130（操縦はプーキー）

バクシー・マローン
声 - 古川登志夫（OVA版）
元デンマーク空軍所属。
除隊後、グレッグと共に逃がし屋をやっており、入隊理由もグレッグと同様。逃亡中、船上で途方に暮れながら愚痴をこぼしていた所、グレッグの口から不意に出た申し出を受けて同行を決意。グレッグの戦友として各所で登場した。サキが傭兵部隊ウルフ・パックと戦うためクフィール支給の9人のメンバーを選抜した際に選ばれており、腕前は確かなもの。グレッグいわく「セコくって臆病な奴」。本来は揉め事が苦手。グレッグとは人前では口汚く罵りあっているが、彼が撃墜されて行方不明になった際には心配で夜も寝られずにいた。地上空母との戦闘中に眼を負傷、ミッキーに空母の位置を聞いた後体当たりを敢行し、戦死。地上空母撃沈後はグレッグがミッキーに突っかかる事件が起きている。
OVAではロッキーをF-4に同乗させての戦闘中、ミサイルで撃墜されて戦死。そのシーンは原作のマリオにほぼ準ずるものであった。
- 乗機：A-4 → クフィール → A-4

フーバー・キッペンベルグ
声 - 藤本たかひろ（テレビアニメ版）
元西ドイツ空軍少佐。通称、鋼鉄の撃墜王。
祖父と父も戦闘機乗り。訓練中の事故で部下を亡くし除隊、のちに外人部隊に入隊する。NATOでは飛行隊長をしており、サキに代わってエリア88飛行隊の指揮もとった。シンの評価では「指揮のとり方はサキより安心感がある」とのこと。人望に厚く死後も彼を慕う者は多い。
ドイツワインのシュタインベルガーをこよなく愛する。シンの機体の無線機が故障した際にはミッキーと自国の製品がいいと口論する一面も見られた（結局シンは日本製を購入した）。
地上空母登場直前に行われた反政府軍のエリア88攻撃の際に戦死するが、その後もことあるごとにシンやサキの前に幻影として登場している。
- 乗機：クフィール

新谷の作品『ふたり鷹』では彼をモチーフにしたキャラクター・風羽正が登場し、鈴鹿8耐でミッキーと共に88番車に搭乗した。
グエン・ヴァン・チョム
声 - 大塚周夫（OVA版）
元南ベトナム空軍少尉。通称、トンキン湾の人食い虎。ヘルメットには巣で獲物を待つ蜘蛛。パーソナルマークは翼の生えた虎で、日中戦争で活躍した義勇軍フライング・タイガースのマーキングに似ている。OVA版ではパーソナルマークは無く、機体の後ろ半分が虎柄に塗装されている。(ミッキー曰く、「けばけばしい戦闘爆撃機」)
顔面を走る傷痕が特徴。初出撃時に撃墜した敵戦闘機から脱出したパイロット（パラシュート落下中の状態）をバルカン砲で撃ち殺す残虐な性格で、血を見ることを好む。またかなりの毒舌家でもある。
エリア88着任直後に中尉に任命されている。ミッキーとは同じベトナム戦争を戦った間柄でもあり、当初は確執があったものの頻繁に会話を交わしていた。その強面に似合わず実は子供が好きでキムとはよく絡んでいた。愛煙家で平時は葉巻を咥えていることが多い。
登場直後は残忍な危険人物的な描写が目立ち、ミッキーとの確執などから一匹狼的な立ち位置であったが、徐々に溶け込んだようで、88メンバーとは気さくにあいさつを交わしたり、軽口を叩き合ったりしあえる仲になっていく。
山岳基地から脱出する際の空中戦で死地を求めるミッキーに同伴。圧倒的多数の敵機に囲まれ機体が被弾し射出座席が誤動作、機外に放り出されてしまう。腹部の傷口から内臓がはみ出るほどの重傷を負い、駆けつけたミッキーの手当ての甲斐もなく故郷のメコン川の景色を思い浮かべながらF-14の後部座席で息を引き取った。ミッキーはショックのあまり辛辣になり、落涙したキムやサキ、グレッグ、ケン、ウォーレンらに見送られて埋葬される。パイロットという性格上、戦死して遺体が残ることが少ない88のメンバーの中で遺体が埋葬されたのは彼とグレッグだけだった。
OVAではタイトロープ作戦時のハリアーとの空中戦で自身が撃墜し脱出した敵パイロットをバルカン砲で射殺しており、最後の大規模空戦にて弾切れを起こして脱出した直後、因果応報か敵戦闘機に射出座席ごと撃ち抜かれて戦死。OVAではキムが登場せず、ミッキーとの会話もほとんどないため、原作よりも嫌味なキャラクターになっている。
- 乗機：F-105 → クフィール

バム・アッサン
アスランの隣国ブラシアの空軍大尉。
ブラシアがアスラン（実質的にはプロジェクト4）によって占領された後、部下と共に実弾演習の標的として処分されそうになったところをセラとキムによって救われ、エリア88に加入する。
ブラシア解放後、一時ブラシア空軍に戻るが、ブラシア政府がエリア88を中心としたアスラン解放勢力に非協力的なことに憤り、最終決戦を前に部下と共に軍を脱走して再びエリア88に加わった。
空戦経験は乏しかったがエリア88入隊後一度の出撃でそれまでの撃墜記録をあっさり更新した。また空母経験などまったくないために、アッサン以下のブラシア空軍脱走メンバーは空母を拠点としてからは船酔いに苦しめられている。
その後、内戦の終盤で彼の部隊は彼を含む2機を残して全滅。彼自身も最終出撃には発進したようだが、その後の生死は不明。セラに救われたことから彼を始めとする部隊全員がセラを「姐さん」として慕う様子が幾度も描かれた。
シンが再びエリア88に戻る前は、サキは彼が「サキ・ヴァシュタールが最も信頼する七人の兵士」の一人かも知れないと考えていた（彼が88に戻ってくる回のサブタイトルは「7人目の男」だった）。
- 乗機：F-5E（ブラシア空軍の主力戦闘機）

モーリス
序盤に登場した古株の傭兵。｢地上目標攻撃のスコアではトップ｣とサキが語る場面がある。老齢の為、｢操縦席のランプ一つ増えただけで混乱する｣と語り、レシプロ機のT-6テキサンを愛機としていた。
エリア81が核ミサイル攻撃で壊滅した直後、エリア88に来たバッタの群れを排除するために愛機で飛び立ち、バッタの群れに燃料を撒いて火を付けるが、(ジェット機より吸気力が少なく吸い込む量も少なかったとはいえ)エアインテイクにバッタが詰まり墜落死。炎上した燃料でバッタが焼き払われ離陸が可能になった為、シンが核ミサイルの撃墜に成功した。物語序盤における88の救い主と言える。
・乗機：AT-6A テキサン
かつてのミッキーも練習機として使用したと語っている。

キトリ・パルヴァーネフ
声 - 小林沙苗（テレビアニメ版）
テレビ版オリジナルキャラクターで初登場は第5話。「集るハエを叩き落とすためだけ」に志願した。
サキのいとこにあたる（TV第5話でサキが「私のおじの娘だよ」と発言している）。
第5話開始早々、窮地に陥っていたキムを救う。後に迎撃戦でシンに救われ、彼に興味を持つ。
- 乗機：ミラージュF1

### その他の88所属メンバー
マリオ・バンディーニ
元イタリア空軍所属。
ウルフ・パック壊滅後に登場。地上勤務で多忙となったサキの機体を受領する。イタリア空軍のアクロバットチームフレッチェ・トリコローリでソロを務めるほどの腕前だったが、アクロバットに飽き足りず「本物の戦闘機」に乗りたくて外人部隊を志願。
エリア88入隊後はシンに対抗意識を燃やす。有名なパイロットに詳しく、フーバーの父や祖父、NATO軍を辞めることになった事件も知っていた。アクロバティックな操縦と的確な射撃技術で一時期、空中戦の戦績でシンを抜くが、敵のミサイル攻撃を回避するため逆宙を行いレッドアウト症状を起こし、ミサイルに撃墜され戦死。
シンは自分より技術が上だったマリオが撃墜されたことが信じられなかったが、フーバー曰く、「アクロバット技術と戦闘技術は別であり、死ぬ確率がはるかに高い戦場では隙間に見える生にすがりつく者だけが生き延びられるが、マリオにはそれが見えなかった」ための結末だった。
- 乗機：クフィール（初登場時はF-100）

ルロイ・ヘンダーソン、ライリー・オコンネル
序盤から中盤にかけて活躍。両名共に88メンバーの「その他大勢」の代表的な存在で、新谷の短編『タブル・ニッケル』にもモサク、将軍としてコンビで出演している。
ルロイはヘルメットのパンダが特徴。普段はシャプカに似た毛皮の帽子をかぶっている。
ライリーは波打つ長髪とサングラスが特徴。
ギリシア再編時にルロイはシン、ミッキー、グレッグと並んで大尉に、ライリーは少尉となり、ルロイの中隊の副官となる。中盤の山岳基地からの脱出までの登場だが、二人はその後も海岸基地の他、画面の端々に登場している。
- 乗機：（ルロイ）A-4→ クフィール、（ライリー）クフィール→A-4

キャンベル
声 - 大塚芳忠 / - / 田中大文
物語の初期に登場。右手と右足が義手と義足のパイロット。通称、鉄腕キャンベル。
シンやグレッグらと共にエリア85に派遣されたパイロットのひとり。
地上空母を攻撃する際、義肢を操縦桿とフットバーに固定して故障したエレベーター開口部に機体をぶつけようとしたが、義肢のジョイントが外れず脱出できなかったため、機体と共に突っ込み戦死。その死にグレッグは涙し、地上空母攻略のためマッコイにA-10を注文するが、地上空母決戦にA-10は間に合わなかった。
OVAでは最後の大規模空戦にてミサイルから逃れられず、脱出しようとしたところ義手が操縦桿に引っかかり、脱出する前にミサイルで撃墜され戦死。
- 乗機：クフィール → A-4

チャーリー
声 - 井上真樹夫 / 難波圭一 / -
通称、不死鳥（フェニックス）チャーリー。エリア88から生きて除隊した数少ない男。
シンやミッキーとも旧知で腕は彼らと互角以上。
神崎悟からジュゼッペ・ファリーナ経由でシンの暗殺を依頼され、再びエリア88に舞い戻る。戦闘中にシンを暗殺しようとするが、不意打ちをしなかったため、手傷を負わすものの返り討ちに遭う。死の直前、シンに依頼主が日本人であることを仄めかした。
シンのドラケンとミッキーのF-14が納品されて模擬戦を行った際、それぞれの機体の飛行特性を冷静に分析してマッコイに説明しており、戦闘機に関する豊富な知識を持っていることを窺わせた。
OVAでは、ウルフパックとの大規模空中戦のドサクサにまぎれてシンを撃墜しようとし、バルカン砲でシンの機体（F-5E）に手傷を負わせたが、シンが海岸上空を通り過ぎた直後に飛び立った海鳥の群れに突っ込み、割れた風防の破片が目に入ってひるんだ直後に海面に激突した。
- 乗機：F-4（OVA版はF-16）

ジェンセン
シンやグレッグらと共にエリア85に派遣されたパイロットのひとり。
短気な性格で、エリア85のヘリパイロットと喧嘩をしたり、地上空母の特性を理解する前に真っ先に攻撃をかけていた。
地上空母を攻撃する際に対空砲火に捕らえられ、最後に体当たりを仕掛けるも果たせずに最初の犠牲者となった。彼の死に熱くなった傭兵たちは、次々と無秩序な攻撃を仕掛けたが、地上空母に有効な打撃を与えられずに終わった。
- 乗機：クフィール→A-4

マロリー
声 - 田中和実（OVA版）
シンやグレッグらと共にエリア85に派遣されたパイロットのひとり。特徴はまぶたの下のくま。
老練な性格で、正規軍である85に対して自分たち傭兵の存在意義を十分に理解している。
85はヘリ基地だった為にジェット戦闘機の整備をできる整備兵がおらず、クフィールの整備を自ら行っていたがそれにも限界があり、整備に対する不安を抱いていた。
グレッグらがエリア88に戻ってくる2日前、着陸時にエンジンがストールを起こし機体が滑走路に激突、死亡したことがグレッグの口から語られた。原因は整備不良によるものだった。
- 乗機：クフィール

カーライル・ベンディッツ
エリア88から生きて除隊できた幸運な男。特徴はアフロヘアとヒゲ。
グレッグ、フーバーとは同期の仲間で、グレッグを除いた最後の生き残り。パリのホテルで、フーバーを偲びドイツワインのシュタインベルガーを注文、ホテルのおかみと運について会話を交わす。
だが、故郷イギリスのヒースロー空港に降り立った直後、空港内の売店で両替中にひったくりに刺されて死亡。
その後、一時88を除隊したシンも偶然このホテルに泊まっており、フーバーとベンディッツの話を女将と交わしている。このことから、エリア88のメンバーは彼の死を知らなかったようである。
劇中、傭兵契約期間満了で更新せずに除隊した唯一のパイロット。
- 乗機：A-4

イーニー、ミーニー、アイニー、ムー
目の治療から戻ったサキにザク国王がつけた護衛で、彼の命令のみを聞く私兵的立場の4人の美女。実のところはサキが死に急がないように監視する役目も負っていた。B-1のパイロットも務めていた。
地上空母撃破後の消息は不明。
この4人の名前を上記の紹介順に並べると、日本語の「どれにしようかな 天の神様の言うとおり…」と同様の意味を持つ言葉となる (en:Eeny, meeny, miny, moe)。
- B-1A

ブリッキー
初期から登場する端役のパイロット。タイガーストライプパターンのスーツを着用し、眉間から頬にかけて大きな切り傷がある。コミック中のシーンによってはこの切り傷の方向が逆になっていることもある。地上空母の攻撃の際に、シンが「ブリッキー」と呼びかけていることから名前が判明している。山岳基地脱出の際に多数のミサイルに追尾され戦死。
- 乗機：F-4

ランディ
クフィール支給時にサキから選抜されたメンバーの一人でエリア88のナンバー4。特徴はスキンヘッドとサングラス。ただ、初登場時はスキンヘッドではなくサングラスもゴーグルだった。
グレッグが撃墜した輸送機に乗っていた反政府軍の作戦参謀の名「ゴールド」を軍資金の金塊と思い込んだため、多数のパイロットが墜落機の捜索に向かってしまう事件の火付け役となった。彼のスカイホークはマッコイから値切って買ったわけのわからないポンプをつけており飛行音でわかるという。
初期は準レギュラーで扉絵にも描かれているが、よく似た容姿の沢松之助が登場して以降は出番無し。
- 乗機：A-4→クフィール

マーチン、ショーホー
スエズ侵攻阻止作戦まで生き延びたブラウンセクション所属の爆撃機パイロット。搭乗機はスカイホーク。
マーチンは眉が太く、鼻先が黒いのが特徴。ショーホーは故郷がアリゾナ。
ショーホーは被弾して対空砲に体当たりして戦死。対地攻撃作戦でブラウンセクションはマーチンを除き全滅した。
- 乗機:A-4

カーライル
地上空母戦に登場。目の前を飛ぶ敵機に気を取られた隙に、横から接近してきた敵に撃たれ、戦死。
- 乗機：A-4

ロキシー
地上空母戦に登場。ミサイルを受けて機体が損傷。その直後空母に特攻し、死亡した模様。
- 乗機：A-7E

エリック、ハリソン
エリア88が独立部隊として活動し始めた直後に登場。対空地雷によっての撃墜が明記された最初の犠牲者。
- 乗機：F-111F

ヘアバンドの男
本名は不明。ヘアバンドと咥え煙草が特徴。地上空母戦から最終決戦まで登場。
乗機の機関砲を20mmから40ｍｍに変更しており、正規軍整備兵をあきれさせていた。
乗機：不明（エリア88の機体配備状況から考えると、A-4系列の機体の可能性が高い。）

## プロジェクト4

### 主要人物
神崎悟（かんざき さとる、サトル・ファリーナ）
声 - 安原義人（少年時代 - 田中真弓） / 森功至 / 緑川光
全ての元凶。シンとは4つ違いで同じ孤児院で兄弟同然に育った。元々の性格はお調子者のシンを支えるしっかり者の兄貴分で、シンにとって気が良く頼りになる存在かつライバルだった。シンに対する愛憎入り混じった感情と世界の覇権を裏から掌握する大物にのし上がらんとする大望を抱く野心家でもある。元内閣総理大臣・風間英人が先妻に産ませた子供で、シンとは血縁関係こそないものの親類にあたり、幼少時からその事実関係を胸に秘めていた。
大和航空入社が決まりパリの街で浮かれて泥酔したシンに外泊証明書だと偽って外人部隊への入隊志願書にサインさせた。その後、大和航空の新人パイロットとして頭角を現す。旅客機で中東上空を飛行中に自身の飛ばす機体がシンの機体とニアミス。別の機会にパイロットが神崎だと知ったシンは撃墜しようとするが「涼子が乗っている」と交信したためシンは断念した。民間機を攻撃しようとしたこの事件が契機でシンは独房入りになり、その後錯乱してサキの目に深刻な傷を負わせる結果となった。シンに命を狙われたことで確実な抹殺を目論むと同時に野望の階段を昇る。ファリーナ家と関係を持ち、シンへの刺客としてチャーリーを送り込む。また、航空機メーカーのマックウェル社と共謀し、株取引により大和航空を乗っ取り社長に就任。だが、採算性向上のためと自身がテコ入れしていたマックウェルの調達部品が仇となって羽田沖で乗員乗客全員が死亡する墜落事故が発生。事故対応に憔悴した神崎は涼子を我が物とするため彼女に迫ったが、以前から神崎の素性や動静を疑い内偵していた安田により彼の行った数々の悪事が露見し失脚、事情聴取される。その後国外に逃れジュリオラと計らってジュゼッペを毒殺し、ファリーナ家の後継者となる。その後、ジュゼッペが生前仲間と共に立てていた悪魔の計画“プロジェクト4”の遂行を決断し、計画に関わる軍事組織を動かしてアスラン内戦に介入し、反政府軍を勝利へと導くと主だった反政府軍幹部を抹殺し、反政府軍リーダーのアブダエルの愛する妻の廟堂を焼き討ちし、その動揺につけ込んで麻薬漬けにして傀儡にした。だが、空母を得たエリア88の反撃と呼応するようにして涼子が欧州の婦人団体と共に「プロジェクト4」関連企業に不買運動などの圧力をかけ始めると協力企業が業績悪化を恐れて支援の打ち切りを表明。落ち目となって自らアスランに乗り込む。
幼少時の悲惨な思い出ゆえに人間の愛や罪、神の存在等を一切認めず、力や野心、欲望や執念のみを奉ずる苛烈な性格で、シンとの決別後はさらにそれに磨きをかけて常人離れした策略家へと成長していた。そのような彼を海音寺は「悪魔のような男」、部下のマックバーン（後述）も今際の際には「正真正銘の悪魔」と評した。それでも、シンに対しては調査した出生にまつわる事実の一部を銃も持たずに語り、涼子には亡き母の面影を重ね見るなど、人間性を完全に失ったわけではなかった。
当初の動機は涼子をめぐる嫉妬かと思われたが、凶行の原動力となった感情の由来は自身の出生にある事を自覚していたらしく、シンとの因縁を含めたかなりの事情まで調べ上げていた。
旅客機パイロット、民間会社の経営者、マフィア幹部、軍事司令官、戦闘機パイロットとさまざまな経歴を経るが、その全てで抜きん出た才覚を示す天才。会社経営者としては津雲善蔵を感嘆させ、戦闘機パイロットとしての腕は（油断はしたものの）マックバーンも認めるほどで、実戦経験がほぼ皆無にもかかわらず自らF-18を操縦し88への強行偵察なども行った。
最後はマックバーンをエリア88で射殺し、シンのF-20と一騎討ちを行い深手を負わす。しかし、シンが撃たないと高を括っていたのが最大の誤算であり、シンのF-20被弾時に王宮で神崎に撃たれたシンの右手が痙攣しトリガーを引く形となり、機銃がF/A-18に被弾、地上に激突し死亡。奇しくも同時刻、ジュリオラとの子供「サトル」が誕生した。
昭和アニメ版ではACT IIIで大和航空社長に就任直後にMB-14の墜落事故が起き、自分が利用した筈の外資系資本に良い様に利用された挙げ句、最後は汚職で逮捕・失脚で退場。最後の台詞の「花火も終わりか」の自嘲が短過ぎた栄華を表していた。
- 乗機：F-18

ゲイリー・マックバーン
元アメリカ海軍所属。通称マック。
ニューヨーク、ハーレムのスラム街出身。兵卒から士官になった叩き上げの軍人で、ベトナム戦争にも参加した。ミッキーとはその当時からの知り合いで、陽の当たる場所を歩む彼と自らのおかれた境遇から、複雑な感情を抱いていた。その後アクロバットチーム「ブルーエンジェルス」の一員となった。
ジェニファーという美しい妻がいたが、彼女は危険な仕事を行う夫を待つ心労から麻薬に手を出し衰弱、ひとり娘・ミリアムの出産と引き替えに夭折した。麻薬に侵された母体から生まれた為に病弱なミリアムの医療費を稼ぐため、プロジェクト4の外人部隊に入隊する。
プロジェクト4ではセラの父が目をかけていた七人の一人として初登場。MiG-21でF-14と互角に戦うほどの凄腕。指揮官と戦友が戦死する中生き残り、やがて神崎の目にとまりスエズ侵攻作戦の空軍総指揮官となる。
自身の人生を回顧して「負け戦の連続」と評し、「幸と不幸が交互に訪れる人生において、最後に幸福の順番が回った者の勝ち」という人生観を持っていた。
アスラン内戦終盤に、エリア88による攻撃とアスラン軍内でのクーデター発生によりプロジェクト4の負けが濃厚となった際に、ミリアムの治療を続けるためには生き延びて医療費を稼がねばならないことからアスラン脱出を画策する。しかし、脱出直前にアメリカからの緊急入電により娘の死を知り、無理に生きる理由がなくなったためアスランにとどまった。その後、アスラン王宮からアスラン郊外の空軍基地に脱出してきた神崎から、アスランに向けて弾道ミサイルを撃ち込むことを聞かされたマックは、神崎の命に逆らい部隊を解散させる。因縁であるミッキーとの決着をつけるためミッキー、セラと交戦。ミッキーの未来であるセラを撃墜しようとして彼女を庇ったミッキーを被弾させ、結果的に二人を死に追いやった。命令違反を咎められ、崩壊したエリア88で神崎から制裁のため撃たれて致命傷を負う。しかし、神崎の命に背いたのは、マックが先立った妻と娘が待つ天国へ行くか、あるいは傭兵として手を血で染めたことにより地獄へ行くかの賭けであり、自分の人生の最後に訪れるのは幸福か不幸かを占う賭けでもあった。そしてシンとの闘いに向かう神崎へ「最後の賭けに勝った。悪魔（神崎）に見放されれば、地獄に居場所はない。」と告げ、離陸する神崎を見送りながら妻と娘のもとへと旅立った。
- 乗機：MiG-21
MiG-21はプロジェクト4の使用機。反政府軍がソ連製軍用機として主に使用していた本機を引き続き採用している。ただし、プロジェクト4のMiG-21は電子機器などを西側製の最新鋭品に換装しているため、オリジナルのソ連製よりも性能は高い。

ジュゼッペ・ファリーナ
声 - 八奈見乗児 / 宮内幸平 / -
イタリアのマフィア・ファリーナグループの総帥で中世の城を改装した屋敷に住む。バンビーンと共に「プロジェクト4」の立案者であり、命名者であり、強力な私兵組織と超兵器の開発を可能とする軍需産業機構の大立者でもある。
足が不自由なため車椅子を使用し、サングラスを掛けた部下・マスタードがいる。当初は神崎の依頼で殺し屋を派遣する程度だったが、やがて死の商人としてアスランの内戦に積極的に干渉するようになり、反政府軍に売りつけようとしていた地上空母の性能テストをアスランの砂漠で行っていた。
地上空母の対空ミサイルでシンの機体を撃墜した際には依頼主の神崎から殺しの標的とされたシンと対面し、このときにエリア88のパイロットの中に自分から機体を購入した者もいることを明かしている。ミッキーの機体も撃墜し、シンと彼を空母内の独房に収容した際にはわざと二人の逃亡を見逃し、搭載している無人戦闘機に載せた上で空母側の遠隔操作に切り替え、88基地に二人が奪った機体を突っ込ませるつもりであった。ミッキー曰く「敵ながら憎めないおっさん」。
一方、ファリーナもシンとミッキーが空母内を脱走しようと不自然な二人羽織などをするさまを見て二人を気に入り、「このまま殺すのは本当に惜しい」と発言、二人が空母側からの誘導用アンテナを破壊した直後、二人の機体に内蔵された自爆装置のボタンを押そうとしたマスタードに対し、いつでも押せることを理由に制止させている。その後神崎の命を受けたジュリオラによってマスタード共々暗殺され、彼の死は地上空母の実験中にエリア88と交戦して死亡したという形で処理された。グループは神崎に乗っ取られ、生前にスイス銀行の金庫に残していた「プロジェクト4」の計画図は、神崎により実行されることとなった。
ジュリオラ・エッティ
声 - 滝沢久美子（OVA版）
ジュゼッペ・ファリーナの秘書で聡明かつ妖艶な美女。神崎と深い関わりを持つようになり、組織の内部でも力を持つようになっていく。神崎のことを「悪魔のような男」と恐れつつ、「孤独な人」と憐れむなど、単なる愛情にとどまらぬ複雑な思いを抱いていた。
神崎の悪事を暴こうとしていた安田妙子を、彼の命で飲酒運転による事故死に見せかけて殺害しようとし（飛行機事故の写真をヘリから撮影中、異変に気づいたロッキーにより助けられ失敗）、他にもファリーナ毒殺や、サキの父で反政府軍の頭目であるアブダエルとスウェーデンでコンタクトを取り、地上空母の件での負傷をスイス・ローザンヌで療養中だったサキの弟・リシャールとの再会を手引きするなど、神崎の野望実現のために暗躍した。
自分が神崎の野望にとって邪魔であれば彼自身の手で殺されても構わないと考えていたが、アスラン陥落後に乗り込んだ王宮内の霊廟に仮死状態で保存されていたアブダエルの妻・ソリアの姿を目にしてから考えが変わっていく。
遺体ごと霊廟を焼き払えという神崎の命に逆らい極秘裏に彼女を仮死状態のままスイスへ運び出し、一度は暗殺を謀った妙子とも組織には秘密でコンタクトを取るようになる。仮死状態のソリアに血液ガンの治療を施し目覚めさせるが、彼女は記憶を失っていたため自分の妹ということにして彼女と共に暮らす。妊娠後期の精神的に不安定な時期に重荷を背負うことになり、苦しい胸の内を安田に語っている。
神崎と愛人関係になったことから彼の子を宿し、最終回で神崎が戦死した時間とほぼ同じ時間に男の子を出産する。出産の際に「顔は神崎そっくりだが、この子の心はまだ真っ白」という彼女の発言があったことから、彼そっくりの顔をした男の子は神崎の生まれ変わりともいうべき存在であった。この男の子は父同様にサトルと名づけられた。
ジュリオラの作画は新谷かおる夫人である佐伯かよのが担当していた。佐伯が出産のために作画が行えなかった期間はジュリオラは登場できなかった。

### 軍人

#### セラの父とその部下達
セラの父と後述の6人はいずれもMiG-21を乗機としており、セラとマックは初登場時、彼らと共に行動していた。
セラの父
劇中で名前は明示されていない。
アラスカ、グリーン・ランド、ネバダの各訓練所で訓練を受けたプロジェクト4のパイロットを率い、訓練のしめくくりとしてアスラン空軍のエリア92に戦いを挑む。このとき彼についていったパイロット達の20機は隊長である彼の盾となり、いずれも撃墜された。
一人生き残った彼は1機で92の戦闘機12機を撃墜し、サキをして「並の腕じゃ…ない」と言わしめたほどの凄腕だが、92との交戦シーンは劇中では描かれていない。その後プロジェクト4基地に戻り、彼が目を付けていた7人と合流する。この7人とはマックとここで後述するロバート以下6人であり、マックのことは特に目をかけていたようだ。
山岳の88基地のレーダーの死角を利用して88基地に近づき、88の戦闘機と交戦したがこのときは本人曰く「顔見せ」であり、致命弾の有効距離や離脱コースを各人把握したら直ちに引き上げるように指示していた。
脱走兵として投降を装った88との2度目の交戦では彼自身は参戦しておらず、この戦いで捕虜となった娘のセラを助けに行くべく、単独で山岳のエリア88基地に侵入。銃撃を受け、騒ぎとなるがそこに駆けつけたラウンデルを人質にとり、セラの解放を要求する。シンから事情を聞き、すれ違いでセラがT-38で脱出したことを知らされた後、シンの肩を借りて突入したMiG-21に乗せてもらい、セラのことをシンに託した。最期ははるか上空まで離脱した後、搭載していた小型の核弾頭のスイッチを入れ自爆、娘のことを思う父親として死んだ。
ロバート・ミルズ
マックと同じくネバダで訓練を受けた。
88との2度目の交戦では、脱走兵のふりをして来たサキたちを相手にする際にマックはジョーンズ、ケンパー、ホールを連れてロバート達の搭乗する残り4機には待機を命じたが、セラがしびれを切らして乱入、乱戦になった結果、ミッキーに撃墜された。
ハービー・ジョーンズ
アラスカ訓練所出身で黒人。88との2度目の交戦後の消息は不明。
ポール・ブレナン
ハービーと同じくアラスカ訓練所出身でスキンヘッド。88との2度目の交戦後の消息は不明。
マイケル・ケンパー
グリーン・ランドで訓練を受けた。フェンシングでは元ヨーロッパチャンピオンで、正面攻撃を得意とする。
山岳の88基地でシンと交戦し、シンをして「只者じゃない」と言わしめる腕前。再度88の戦闘機と交戦した際には、まっさきにバーニーの機体を撃墜する。シンが離脱した後の三度目の交戦でミッキーと対決し、雇い主であるアスラン正規軍が壊滅したにもかかわらず88のメンバーとして戦い続ける彼にその理由を問うが、撃墜された。
ジョージ・スコット
アイルランド養成所で訓練を受けた。88との2度目の交戦後の消息は不明。
デビット・ホール
ネバダ訓練所から途中でアラスカ訓練所にて訓練を受けた。
山岳の88基地に向かう途中では、仲間のポールと無線で口ゲンカをし、マックに注意されていた。
88との2度目の交戦でサキに撃墜され、このときの戦いにおいてプロジェクト4側で最初の戦死者となった。

### 幹部

#### 「秘密酒場」の死の商人たち
神崎による「プロジェクト4」開始に当たり、グリーン・ランドで開かれた取引「秘密酒場（スピーク・イージー）」に招待された5人の武器商人達。彼らは、神崎の弁でアメリカ・イギリス・フランス・ドイツ・カナダの重工業関係者であり、いずれも自社で兵器を開発している方々としていることから、それぞれの国における兵器産業のトップとみられる。
バンビーン
イギリス在住。ファリーナと共に「プロジェクト4」の立案者である。
彼の弁によれば、この計画をファリーナと立案した際には二人とも頭がおかしくなったんじゃないかと思ったという。取引には最後に現れ、ファリーナと自身が立案した計画「プロジェクト4」の説明を一通り行った。神崎に対し、「養父ファリーナへの義理立てからなのか、自分の意思か」と計画を開始する理由を問い、「自分の意思」とする神崎の返答を聞いて協力を誓う。
ローバー
ハゲ頭で葉巻をくわえ、デップリした体型をしている。製鉄業を営んでおり、自身の名をとって社名をローバー製鉄としている。バンビーンがなかなか来ないことをぼやいたり、自分の娘がストライキと業績不振で傾いている会社の息子と同じ大学に通っていて、その男と恋仲になっていることを嘆いていた。
ノーマン
メガネを掛けた男で、飲酒を医者に禁じられていた。
その他
他に顎の細い男とサングラスを掛けた男がいたが、彼らの名前などは劇中では明かされず、ここにいた5人はその後劇中に再登場することもなかった。その後、ローバーに良く似た男が組織内で力を持ち始めた神崎に暗殺者を差し向け、逆に神崎が送りつけた爆発物で殺害されるというエピソードが存在した。

## アスラン王家の人々
ザク・ヴァシュタール
アスラン国王。アブダエルの弟でサキの叔父。
先王の死に際して国王に指名される。大らかで温厚な人物ではあるが、外国資本により国が荒らされるの恐れ、政治的には保守的な立場を取っている。妻子の存在は不明だが、サキの身を実の息子のように案じている。
物語中盤で反政府軍に首都を占拠され王宮を脱出。サキの手配により（本人の意思に反して）一時国外に亡命した。
プロジェクト4壊滅後の新アスラン誕生時、王政廃止を念頭に入れて首相となり、そのまま共和制へ移行させた（安田の台詞）。
アブダエル・ヴァシュタール
反政府軍のリーダー。アスラン国王ザクの兄で、サキ、リシャールの父。
アスラン内戦は、先王が王位の継承者として弟ザクを選んだことを不服としたアブダエルが始めた戦争である。外国資本を導入し、アスランを改革しようと考えていた。
あまりに急進的な改革・近代化を目指して外資の導入を必要としていたことには理由があった。血液ガンに冒された妻のソリアを治療すべく、彼女を冷凍保存体として霊廟に移したうえで医学の進歩を待ち、その過程で確立された技術をアスランに導入して彼女を救おうとしていた。
内戦勃発後はスウェーデンに亡命していたが、プロジェクト4による武力介入で制圧されたアスラン首都にジェット機で帰還。新国王として再びアスランの土を踏むも神崎の謀略で霊廟に安置されていた最愛の妻・ソリアの棺を弟のザク国王派により焼き払われたと思い込まされ、激情の中追撃を命令したものの、多くの同胞を犠牲にしてまで助けることを願った妻を失った失意は大きく、気力を喪失していた隙を突かれるように麻薬を打たれて監禁状態におかれていた。
最終決戦時に王宮に乗り込んだ長男のサキと対面した際には重度の麻薬中毒に陥っていたが、王宮内にいたプロジェクト4の警備兵による銃撃で最後に正気に戻り、ソリアの死の真相をサキに話し、彼女の棺の炎上が神崎の計略だった事をシンにより知らされて息を引き取る。
リシャール・ヴァシュタール
アブダエルの次男でサキの弟。兄とは違い、父に従って反政府軍を率いる。サキとは印象が異なるが容姿は端麗。黒目がちの瞳と母ソリア譲りの美しいブロンドヘアが特徴。
根は心優しく理想主義者で、アスランの民主化を目指している。ミッキー曰く「炭火のような暖かさを持つ」。血液型はA型。サキとは血液型が異なるため、後述の手術の際に彼からは輸血ができなかった。
88に復帰したチャーリーの弁によれば、アスラン内戦勃発時は兄であるサキの腹心であり、肉親同士の争いを避けたいと考えたサキの計らいで反政府軍に向かうこととなった。サキは彼を通じて父であるアブダエルへ降伏を勧めたが、その返答はサキが集結させていた部隊の全滅であり、その攻撃隊を率いていたのが他ならぬリシャールであったという。サキの計らいで反政府軍に寝返った後、父の信任を勝ち得ると時間をかけて説得を続け、ザクとアブダエルの和平会談を画策していた。その後の民主化においてヴァシュタール家が戦争犯罪者として裁かれることも覚悟の上だった。だが、文盲率が高く、遊牧民族の連合体に過ぎないアスランが民主化を早まれば外国に国を売り飛ばす輩が出るとサキから一蹴される。
その後、反政府軍の基地に捕われの身となっていたミッキーの前に現れ、王制廃止の旨をサキに伝えるようミッキーに伝言を託すが、サキは錯乱したシンにより失明した目の療養のためにスイス・チューリッヒに出向いていたため、その伝言が伝わるのは後のこととなった。
アスランを新兵器の実験場にしようとファリーナグループが介入した際には、彼らが導入した地上空母と地中を進むミサイル、グランド・スラムで国をズタズタにされるのを防ぐべく行動を起こす。地上空母艦長を人質にして艦長ごと撃ち抜かれかろうじて生きていたものの、セキュリティシステムと連動した艦内の各通路に配置されたレーザー銃に何度も撃ち抜かれ、出口直前で力尽き空母から放り出された。しかし、ヘリで88基地に戻ろうとしていたマッコイに発見され蘇生剤を注射され奇跡的に蘇生、88基地に運ばれ輸血を施しながら手術を行い九死に一生を得る。
叔父のザク国王の計らいでアスランを出国後、スイス・ローザンヌの個人病院で傷を療養中のところをジュリオラがコンタクトを取り、その手ほどきでスウェーデンに亡命中の父・アブダエルと再会。後にアスラン首都に乗り込んだ神崎によりアスランの新王子として担ぎ上げられる。プロジェクト4壊滅後、帰国した母のソリアと共に王家の後継者となった。
ソリア・ヴァシュタール
アブダエルの妻で、サキ、リシャールの母親。ギリシアの名家の出身で、祖先はロシア王家につながるという。
美しく純真な女性であり、彼女がアスランに対して抱いた希望はサキ、アブダエルはじめ王家の人々に影響を与えた。しかし彼女に対する王家の人々の愛と彼女が抱いたアスランへの希望は内戦の遠因となり、戦況の泥沼化を招くこととなった。
リシャールを産んだ直後、不治の病に倒れ、その身はタージ・マハルを模した霊廟に納められたが、実は仮死状態で冷凍保存されていた。彼女が収められていた霊廟はアブダエルとサキの終焉の地ともなった。
ジュリオラにより極秘裏に仮死状態のままスイスへ運び出され、血液ガンの治療を施され目覚めるが、記憶を失っていたためジュリオラの妹として彼女と共に暮らすこととなる。
その後ジュリオラが書き残していたノートのメモを目にしたことがきっかけで真相を知り、アスランに帰国。息子・リシャールと共に王家を継ぐこととなった。
ヴァシュタール前国王
アスラン前国王。
アブダエル、ザクの父で、サキ、リシャールの祖父。
作中ではすでに故人であり、サキの回想シーンにのみ登場する。いつもブスッとした顔をしていたため、少年時代のサキはこの祖父が苦手だった。
ソリアの弁によれば、砂漠の小国アスランを作物豊かで平和な国にした人物として語られる。サキが留学先のロンドンから帰国した直後、危篤状態に陥ってしまう。ザクとアブダエルをそばに呼び寄せ、次期国王に次男のザクを指名して兄のアブダエルには外交手腕をフルに活用してザクを助けることを遺言し、この世を去る。
こうしてザクが王位に就き、それを不服としたアブダエルは反政府軍のリーダーとなり、アスラン国内は内戦状態となった。

## その他の軍人
傭兵部隊「ウルフ・パック」
キルビック大佐
声 - 千葉繁（OVA版）
通称、パパ・ウルフ。禿頭の長髪、口ひげにパイプが特徴。
傭兵部隊「ウルフ・パック」を率いてエリア88に攻撃を仕掛け、初めての攻撃で80%以上の損害を与えることに成功し、一時88の戦術戦闘機は全滅した。ミッキーが「俺がベトナムで散々使った手だ」と指摘しているが、彼らがベトナム戦争に参加していたかは定かではない。
ブラッディ・スクリュー（血の渦）という編隊戦術を用いてエリア88を苦しめたが、サキと彼が特に見込んだ9名のパイロットとの交戦で壊滅した。彼自身の生死は不明。
- 乗機：MiG-27

ママ・ウルフ
本名不詳。88との交戦ではウルフ・パックはパパ・ウルフが率いる隊とママ・ウルフが率いる隊と二手に別れ、ママ・ウルフ隊の隊長としてその一方を指揮。
ブラッディー・スクリューでグレッグを苦しめるが、シンとミッキーの援護でママ・ウルフ隊は自分を残して壊滅、戦線離脱を図るもグレッグの怒りを買い、撃墜された。
- 乗機：MiG-27

ローラン・ボッシュ
登場時にはフランス自由空軍に所属、肩書きは 第18航空団 第一航空隊中佐。
エリア88を除隊後、フランスで自由をもてあましていたシンを再び戦場に誘い、ヨーロッパの経済団体から依頼された「バンバラのクーデター」を指揮する。そのクーデターを依頼したヨーロッパの経済団体とは、プロジェクト4だった。
元傭兵部隊「マーク3」の指揮官で、傭兵というものに独自の価値観を持っている。沈着冷静だが同時に冷酷無比な男で、過去作戦中に重傷を負った実の弟を「これ以上の作戦行動が不可能」として自ら殺害したこともある。優秀なパイロットにしてゲリラ戦の達人。主にナイフを使用した暗殺技を使う。シン曰く「たった一人で千人を相手にできる男」。そんなボッシュも「エリア88帰り」であるシンに一目を置いていた。
作戦当初は自身の率いる部隊がクーデターを起こす一方で、シン達をバンバラ大統領一家の護衛に付かせ、クーデターが起きたら一家を連れて脱出させ大統領に恩を売り、バンバラに埋蔵されている地下資源の場所を聞き出す計画だった。しかし、依頼主であるプロジェクト4から計画変更の依頼があり、大統領一家を殺害し、プロジェクト4の息のかかった内務大臣を大統領に就かせることになった。このためシン達に大統領一家を殺害させて殺人犯に仕立て上げ、シン達を殺人犯として処刑することで大統領交代を円滑に行おうとした。しかしその意図を察知したシンが大統領一家を連れて逃亡。バンバラ脱出をめぐり壮絶な追跡劇を繰り広げることになる。
シン達と敵対関係になって以降は、作戦をシンに先読みされ苦戦しながらも、その恐るべき暗殺技でマップやスラッシュ、大統領夫婦などを次々に殺害していったが、最後はエラーに足止めされたところをシンに左胸を刺され、さらにエラーに撃たれて死亡。死の間際に「できれば空で死にたかった」と独白するが、シンに「お前に空で死ぬ資格などない」と一蹴された。結果的にシンを一番先に殺害しなかった（できなかった）のが、彼の最大の誤算であった。
- 乗機：ジャギュア（フランス空軍の定時訓練で搭乗）

ボッシュの部下達
以下の4人はいずれも傭兵であり、コードネームで呼ばれている。バンバラのクーデター作戦にはシンの部下として参加。
ニップル
禿頭に口髭をたくわえた大柄な中年男性で、コードネーム：ニップル（雷管）の通り爆薬と罠のエキスパート。浮気した妻とその相手のヤクザをロールス・ロイスごと吹っ飛ばして刑務所に15年入れられた過去を持つ。
部下の4人の中では最も年嵩で人生経験が豊富であり、何度か会話を交わしたローデに慕われていた。ボッシュからの逃避行中に罠から大統領の子供達を庇い、作動した手榴弾を懐に抱え込んで爆発させるという最期を遂げる。
マップ
元ラリードライバーでサファリラリーやラリー・モンテカルロではクラス優勝の経験を持ち、コードネームの通り地形把握や車の運転技術に優れる。ボッシュ曰く「（初めての土地であろうと）地図を30分見せれば50km四方は縦横無尽に走りまくれる」ほど。バンバラ脱出の際には不整地走行に不向きなアメリカ車やウニモグのような大型車両も巧みに運転した。
過去にとあるラリーに出場中原住民に襲撃されナビゲーターが死亡、報復のために原住民を轢き殺したことが語られるが、一部のコミックではこのエピソードが削られていることがある。逃避行中、背後から忍び寄ったボッシュに肩口から心臓にナイフを突き入れられ死亡。
スラッシュ
コードネーム：スラッシュ（切り傷）の通りナイフの達人で、複数の人間の急所を投げナイフで同時かつ正確に貫く程の腕前をもつが、逃避行中にボッシュにより胸部をナイフで刺され死亡。正面から抵抗する暇もなく殺害された様であり、ボッシュの凄まじい暗殺技の一端が垣間見える。その死体には動かすと手榴弾が爆発する罠が仕込まれていた。
エラー
コードネームのエラー（失敗作）は男性でありながら女性のような外見を持って生まれたことと、それによってこうむってきた不遇な生い立ちにちなむ。当初自分の事を棚に上げて女々しい見た目のシンには反感を持っていたが、元エリア88メンバーと聞き、考えを改めている。名狙撃手で、夜間でも100ヤード先にある直径3cmの標的を撃ち抜けるほど。作戦中は女装させられ、大統領夫人と娘のライラの護衛に就くが、下着売り場などに同行させられ辟易としていた。逃避行中、追ってきたボッシュがメンバーを殺害して逃げようとしたところを足止めし、シンと共にボッシュを倒し、シン、ライラ、ローデと共に生きてバンバラを脱出する。逃亡の過程でライラとの間に愛が芽生えた。

フォージャーのパイロット達
フォージャーの垂直離着陸機能と、特別に改造したセンサーを使用する低空飛行で、着地地点から離れた密林に隠された基地へ帰還する「ヒバリの巣」作戦を用いて、エリア88の補給線を脅かす。当初基地を発見できなかった88に対し優勢を保つが、キムのハリアーに追跡され、サキ・シン・ミッキー・グレッグなどの攻撃により基地ごと壊滅させられた。
- 乗機：Yak-38(MiG-21と同じく、電子機器などを西側製の最新鋭品に換装しているため、オリジナルのソ連製よりも性能は高い上、木々の間を抜けて飛ぶための障害物接近感知センサーを装備している。)

空母エリア88の艦長
本名不詳。アメリカ海軍の空母乗務経験者。豊かな顎鬚とパイプがトレードマーク。関西弁でしゃべる。
沈着冷静な指揮判断力でサキたちの作戦を的確にサポートした。サキの作戦指揮能力を高く評価すると同時に人情家の側面も併せ持つ。ラウンデルと意気投合し、内戦終結後も乗組員と共にアスランに残り、自ら勝ち取ったアスランの平和を守りたい意向を語っていた。
その後希望通りアスラン海軍に編入されたものとみられる。
パトリック・リード
声 - 檜山修之（テレビアニメ版）
テレビアニメ版のオリジナルキャラクター。トカゲのノーズアートを描いたMiG-23を操縦する、アスラン反政府軍の傭兵パイロット。ローリングを続けながら機銃射撃を行うという一見奇妙な癖を持つが、3個のエリア88傭兵部隊を1度も後ろを取らせずに壊滅させた凄腕である。
ベトナム戦争時代のミッキーの部下の一人で、初陣においては敵戦闘機に人間が乗っていることに動揺してなかなかトリガーを引けず、ミッキーの叱責と命令によってようやく敵機を初撃墜する。ローリングしながらの機銃射撃はこの時以来の癖であり、トカゲのノーズアートもミッキーが当時の彼の乗機（F-4）に描いたものである。
戦争が終わったらオクラホマの実家でトウモロコシ畑に帰りたいと常日頃から公言していたが、傭兵として生きていた模様。かつての上官ミッキーとの空戦により撃墜される。
- 乗機：MiG-23

ハッサン隊長、カッセイ、リブ
エリア85の所属兵。このうちカッセイは着陸に失敗し、死亡。
- 乗機：UH-1

脱走兵殺しの3人組（エスケープ・キラー）
声 - 千葉繁（背の低い男）、田中亮一（ヒゲ面の巨漢）、西村智博（ヒゲなしの巨漢）〈OVA版〉
脱走兵を監視する（場合によっては撃墜する）為に正規軍からエリア88に送り込まれた黒人の3人組。
あと一歩で違約金を稼ぎ終わるというところで愛機を失い、自棄になって脱走を考えていたシンに絡むが、逆に88の猛者どもに囲まれた挙句、
サキの「88には脱走するような奴はいない」との言葉を受け、逃げるように立ち去る事になる。戦闘シーンなどは描かれなかった為、実力の程は不明。
余談ではあるが、彼らの搭乗機をみた88の傭兵達は、自分たちの機材を棚に上げ「また旧い機体で戦争しに来たな」と驚いていた。
- 乗機：BACライトニング

## 大和航空関係者 および その家族
津雲 涼子（つぐも りょうこ）
声 - 玉川砂記子 / 潘恵子 / 雪野五月
本作のヒロイン。大和航空の社長令嬢でシンの恋人。優しさや美しさだけでなく、芯の強さも兼ね備えた女性で、神崎の弁によれば彼の母に似ているという。シンの失踪後も神崎に対しては決して心を開かず毅然として潔癖な態度をとる。シンが突如行方不明となっても、一途に彼を想い続け、最終的にその想いを成就させた。
物事を直感的に判断する質で運命論者。父に同伴してシンと初めて出会ったときに一目惚れしただけでなく、将来彼のお嫁さんになると決めている。また、空港で孤児として困っていたジョゼを引き取ると決める際も運命が引き合わせたとして、父への報告を後回しにしてその場で義妹に迎えると決断している。こうした即断即決の気質は度々安田を困らせていたが、結果的には常に正しい選択で、その実シンは涼子を忘れ去ることが出来ず、ジョゼはシンの生還を待つ涼子にとって安田と共に欠くべからざる存在として彼女を支えることになり、後述のようにサキもまた涼子とシンへの理解者として行動することになった。また、シンへの一途な愛は彼女をお嬢様から世界的な影響力を持つ女性へと変貌させることになる。
シンの突然の失踪に心を痛めるが、サキと偶然機内で乗り合わせた際にシンに似ていると直感し、彼の口から部下としてシンの名前が出るやそれが風間真のことだと直感。ロッキーの撮影したサキ、シン、ミッキーの写真を目にとめるや確信に変わる。軍事専門家からシンがアスランにいると聞かされるや、安田を伴ってアスラン行きを決断したが、この時はシンによる大和航空機撃墜未遂事件が起きたため断念させられる。欧州で再会したサキから外人部隊の詳しい事情を聞き、シンの除隊に必要な費用を捻出するため父の残していた大和航空株を処分。それでも不足していたため、神崎から一夜妻になるよう申し出られ身を任せるつもりでいたが、暗殺の危機を辛くも逃れた安田が駆けつけたことで事なきを得る。ようやく念願だったアスラン入りを果たすも、シンは地上空母とグランドスラムへの対応のため奔走している状態ですれ違い、訓練教官としてギリシャ転属のチャンスもふいにしてしまう。その後、地上空母との戦いで部隊としての機能を喪失した外人部隊はアスラン正規軍に編入されることになって依願除隊が不可能となり、涼子の労は報われることがなかった。
それでもめげることなく、大和航空を退社した安田と共にパリでファッションブランドを立ち上げる。プロジェクト4の侵攻で王都が陥落し、セラがシンからの伝言役として彼の戦死を告げても信じなかった。だが、サキの命令で除隊したシンがパリでの平和な生活に馴染めず、マークIII参加を決断した際に別れの電話をかけてきたことにショックを受け、発作的に自殺を図るも安田により救われる。だが、心労を癒やすため日本に一時帰国を決め、八兵衛主催の園遊会に参加したことでシンとの再会を果たす。念願叶って結ばれ、結婚式も間近に迫っていたが、八兵衛の配慮でシンが日本を離れることになり、神崎との決着のためアスランに戻ると決めたため「シンを返して」と泣き叫ぶも、すぐに思い直し、夫のために「女の戦場」に出ると決断。反戦団体を立ち上げて欧州のプロジェクト4関連企業に不買運動などの圧力をかける。その結果国連婦人部に迎えられ、二度目のアスラン入りを果たすも、空港で緊急発進するシンの操縦するタイガーシャークとすれ違う。神崎との決着をつけ、瀕死の状態で生還したもののアスランでの過酷な記憶を喪ったシンと共に日本に帰国する。
劇中終盤はシンと神崎の対決というより、「愛」を信じる涼子と「愛」を信じない神崎の対決と言い換えても良い状態になっていく。神崎の野心を決定的に挫いたのは前線でスエズ侵攻を遅滞させたエリア88ではなく、プロジェクト4の後方を脅かし資金援助という糧道を断った涼子だったと言える。
作中たびたびシンとすれ違う場面が描かれているが、新谷によれば『君の名は』を意識したものであり、作中で二人をすれ違わせるのが快感になっていたという。
安田 妙子（やすだ たえこ）
声 - 榊原良子 / 上村典子 / 山崎和佳奈
大和航空の社長秘書で、初登場時の年齢は28歳。神崎を嫌悪し涼子以上に警戒しており、神崎が社長となってからは退職、その後も涼子と共に行動するようになる。秘書としての手腕は一流であり、涼子以上の行動力を持つ女傑。メガネと巻き上げた髪型が特徴。脇役ではあるが、要所要所で涼子を救い、終盤ではかつての仇だったジュリオラをも救う働きぶりをみせる。
涼子のシンへの想いを他の誰よりも知っているがため、忠実な秘書として、時には友人として彼女を支え続けた。
結婚願望があるが、沢のプロポーズには本気になれず、からかわれていると思って激怒した（沢は強烈な平手打ちを浴びせられてしまった）。涼子がジョゼの身柄を引き取ろうとした際には当初反対したものの、彼女の境遇を知ると同情して涙を流し、賛成に回るなど人情家な一面も。
神崎の危険性を早期に察しており、彼の収賄罪を立証して失脚させた。それを阻止しようとしたジュリオラにより暗殺されそうになったが、後にジュリオラから神崎の命に逆らい極秘裏でソリアを治療していた件で相談を受けてから、涼子には内緒で彼女ともコンタクトを取るようになる。彼女から神崎の子を宿していることを告げられた際には「男と女の違い」を説いた。その後もジュリオラからアスラン王室としての記憶がないソリアのことで助けを求められるなど、彼女の心の支えとなった。「ふたり鷹」の最終回において、妙子は緋紗子が扮していたという描写があった。また、「ガッデム」においても、同名で出演している。
新谷の好みのタイプの女性像を反映したキャラクター。
ジョゼフィン・シトロン（後に津雲に改姓）
通称ジョゼ。初登場時は10歳でフランス国籍。
日本での事故で両親が死んだため孤児となるが、新東京国際空港で出会った涼子が保護者となる。その際に養子として姓を津雲と改め、津雲家の一員になってからは涼子の義妹に。
母の墓が日本にあり、パリに送り返されて施設に入れられると聞いたときにはいつか必ず日本に帰ってこようと考えていた。
読唇術が得意で、それを利用して後述する涼子の父・善三と同じくスイスの病院で入院していたサキに、彼が狙われていることを教え、シーツで作ったロープで階下に逃がすなど子供とは思えない働きぶりでサキを救う。また、涼子との再会を果たしたシンが尚も戦場での習性を忘れられずにいることをその言葉の端々から察し、酔って「ここには出撃なんかない」と絡むなど、シンを平和な世界に引き戻すために精一杯抵抗する。
シン、涼子、安田がそれぞれ日本を離れていたため最終回には登場していない。
津雲 善三（つぐも ぜんぞう）
声 - 寺島幹夫 / - / 宇垣秀成
涼子の父。
大和航空の社長だったが、謀略で大和航空の株を25%取得した神崎が新社長に就任したことによりその立場を追われる。
涼子が語ったシンと出会いの場面において、特攻隊の生き残りであったことが判明している。趣味は刀剣収集で、心臓を悪くして入院した際でも趣味の品として刀を持ってきており、涼子が呆れたほど。先述の通り、体調を崩していた一時期は失明したサキと同じスイスの病院で療養していた。
その後バンバラ大統領の遺産を受け継いだシンにより、大和航空の株は買い戻され社長の座に返り咲く。戦場に戻ろうとするシンに対し、経営を任せると言って防波堤を作ったが彼を引き止めることはできなかった。善三自身も戦闘機のパイロット経験者としてシンの決意に共感できる部分はあったものの、これから娘の涼子と結婚式を挙げようというところで戦場に戻るという彼の申し出に対し、父親の立場としては複雑な思いであった。
沢 松之助（さわ まつのすけ）
大和航空スイス支店宣伝部に勤務。初登場時の年齢は26歳で、スキンヘッドとサングラスが特徴。安田妙子に一目惚れする。
居合いの使い手で、一時期サキのボディガードを勤めていた。その腕前は銃を持つ男二人に前後を囲まれた際、一瞬で両者を気絶させることができるほどで、普段冷静沈着なサキも「な、なんて男だ」と驚愕した。なお、この際彼が使用した刀は、先述の津雲善三が病院に持ち込んだものである。
並川（なみかわ）
大和航空の機長。神崎の弁では彼の機長昇格を一番嫌がったというが、神崎の逆恨み的な部分が強い。
大和航空在籍時の神崎をしごき、地中海上空において神崎への最後の試験としてボーイング747を電子装備や自動操縦装置なしで東京まで飛ばせれば国際線機長として認めることを約束した。しかし、このとき雲の中に入った際にちょうど仲間の捜索に出ていたシンの機体が雲の上に出ようとしてニアミスを起こしたため、神崎は腰を抜かしてしまい、操縦は無理と判断して彼が操縦を代わることになった。ニアミスに対して全く動じる様子がなかったことから、豊富な飛行経験を持ち合わせていることが窺える。

## 日本政界・政府関係者およびその家族
風間英人（かざま ひでと）
元内閣総理大臣。神崎悟の実の父親で風間真の戸籍上の父親。海音寺八兵衛とは政界におけるライバル関係にあった。
大正時代に埼玉の貧農の末子として生まれるが、家出の後に陸軍高官の養子となり、その後陸軍中野学校を卒業後に情報将校として太平洋戦争を戦う。戦後は政治家に転身し吉田茂の薫陶を受け、佐藤栄作の造船疑獄事件で総理候補となる。最初の結婚後妻と死別し、後添えとして悟の母（後述）と結婚し悟をもうけるも夫婦関係は冷え切り離婚。その後、海音寺八兵衛の娘・祥子と再々婚する。祥子に買い与えた伊豆の別荘で元妻に車で崖から突き落とされ、妻、元妻と共に死亡する。
神崎の母（かんざき-）
悟の母で風間英人の妻。名前は不明。名家の出身で自尊心が高く、英人との仲は冷え切る。その後、風間英人は祥子と関係を持つようになり離婚。離婚後、旧姓の神崎に戻る。嬰児だった真を誘拐して殺害しようとするが断念し、自らの衣服を与えて孤児院に預ける。その後、伊豆の別荘にいた英人と祥子を呼び出して車で崖に突き落とし、自らも自動車で海に飛び込み亡くなる。
風間祥子（かざま しょうこ）
旧姓海音寺。真の母親で風間英人の妻。海音寺八兵衛の娘。
箱入り娘だったが日系ロシア人の青年と大恋愛し未婚の母となる。恋人の死後、お腹の子を産むため風間英人との政略結婚に応じる。嬰児だった真が神崎の母に誘拐され、その心労から体調を崩す。伊豆の別荘での療養中に夫と共に神崎の母に殺害される。
海音寺八兵衛（かいおんじ はちべえ）
日本の政財界に大きな影響力を持つ老人。風間祥子の父親で真の実の祖父。
かつては総理大臣候補にも挙げられた政治家だが、あえて総理の座につかず裏で権力を握ったしたたかな人物。シンとは浅からぬ因縁があるのだが、日本の国益と安全を最優先に考えるために知人を切り捨てることも辞さない冷静な判断を下す。
マッコイじいさんに似た雰囲気を持つが、シン曰くこちらは「ご老人」、マッコイは「くそじじい」らしい。
海音寺美鈴（かいおんじ みすず）
八兵衛の孫。祖父にはたいそう可愛がられているらしい。
青年実業家として帰国した真と社交パーティで出会い好意をもつが、彼が涼子と劇的な再会を果たしたのを目撃し身を引いた。
その後、涼子の反戦運動を通じ、共にシンの支援を行うようになる。また、シンとは血筋上、従兄妹同士にあたる。
国連婦人部に迎えられた涼子と共に終戦しようとするアスラン入りを果たす。
司、藤堂（つかさ、とうどう）
司は陸上自衛隊幕僚本部第2部、藤堂は内閣調査局にそれぞれ所属する。
海音寺八兵衛の手足となってシンを支援し、終盤では反プロジェクト4のレジスタンスを率いていた。このとき、彼らを鼓舞する際に藤堂は馬に跨り疾走しながらアラーの名を出しているが、彼の実家は神主であったため、司はあっけにとられていた。
藤堂は初期は「ふじどう」と表記されていたが、途中からは「とうどう」に変更された。

## その他
六木剛（むつき ごう）
声 - 仲村秀生（OVA版）
NP通信のカメラマン。通称、火の玉ロッキー。
戦場写真を撮ることに命を賭ける。88に取材で訪れ、日本人であることからシンと交友を深める。彼の撮った写真が涼子にシンの生存を知らせることとなるが、同時に神崎にもシンが生きている事を知らせ、チャーリーによる暗殺未遂事件を引き起こす事になる。
取材で搭乗したヘリが撃墜されたが一人生き残り、その後砂漠を渡るキャラバンの娘と心を通わせるが、彼女は地上戦に巻き込まれて死亡。激昂しジープで戦車に体当たりを敢行、死亡したと思われていた（彼のカメラだけが、キャラバンの生き残りによってシンたちへ渡される）が、片目と片手を失いながらも生還。生還の過程は語られていない。
その後日本に帰国、外信の翻訳を主に担当していたが、カメラマン不足で駆り出された大和航空機墜落事故の取材中、偶然ながらジュリオラの部下に謀殺されかけた安田の命を救う事になる。
OVAではバクシーのF-4（原作ではマッコイからT-38を借用し、真が操縦していた）に同乗しての空撮時、ミサイルから逃れるための機動でレッドアウトを起こし、バクシーもろとも撃墜され死亡した模様。
なお、新谷かおるの世界で彼と瓜二つな人物がいろいろな作品で登場するが、いずれも通称がロッキーとされており、一種のスターシステムと化している。
サイモン家の人々
ミッキーの家族。両親と兄がいる。兄の名はフレッドで、ベトナムから帰還したミッキーと社交パーティーで再会。このとき彼にはすでにマージという妻がおり、来年には子供が産まれる予定だった。
ミッキーの父は大企業の社長であり、彼が無事ベトナムから帰還したのを見て、息子二人に企業を任せて安心して引退できると思ったが、戦場を忘れられなかったミッキーが会社に居続けることはなかった。
また、ミッキーの婚約者としてトレイシーという女性がおり、ミッキーを心の底から愛していたようだが、前述のようにミッキーは外人部隊に入隊したため、その想いが遂げられる事はなかった。トレイシーはその後別の男性と結婚しており、その新婚旅行で訪れたギリシャのアクロポリスでミッキーと再会している。
バルラ・オム・ナダト
バンバラ大統領。妻はリデア、長女はライラ、長男はローデ。
バンバラの国土にはダイヤモンドやウランが埋蔵されているため大国から目をつけられており、その採掘権をめぐってプロジェクト4が裏で糸を引くクーデターに際し、家族と共に国外逃亡を図るもローラン・ボッシュによって妻と共に殺される。
死の直前にシンに口座残高800億ドル（作中のレートで約8兆8,000億円）のスイス銀行のスペシャル・カードを譲る。
ショーン・デバイス
スイス銀行のうちのひとつ、ローゼンマイヤー銀行の副頭取。
シンがナダト大統領の遺産として譲り受けたスペシャル・カードの入手経路を探るにあたり、顧客の秘密を守るため銃殺で葬ることも厭わない、強硬な姿勢を見せる。
プロジェクト4に世界経済が左右されることを憂いたことで、正式にシンの名義への譲渡を決定する。
ショウイチロー・イトー
声 - 千葉繁（OVA版）
ギリシアで外人部隊の再編成を行う際、外人部隊の新兵として入隊する。人里離れた国境の警備かと思いきや最前線で人殺しを行うと聞き、自分の手を血に染めて生き延びるくらいなら死んだ方がマシ、と考え脱走を図るも捕らえられ、銃殺刑で死ぬことを選ぶ。
シンと同じく日本人だったため、刑が執行される直前にシンが面会を希望。面会したシンに人を殺し続けることでのみ生き残れるという外人部隊の現実を突きつけた。
OVAでは銃殺刑に処される直前に命乞いをするシーンがあり、断末魔の後に2発の銃弾を撃ち込まれ死亡した。
キャロライン
エムロード公国のプリンセス。
父親であるエムロード公王がジェット機の操縦中に心臓発作により意識を失っている所をシンとミッキーの二人に助けられる（単行本未収録エピソード「エリア88番外編」より）。
グラハム・カースン
サキの旧友。旅客機の機長をしている。彼が搭乗する機体にサキが同乗していたため再会を果たすものの、そのために機体に爆弾を仕掛けられた。だが、サキと協力して爆弾を仕掛けられた場所を割り出し、彼の指示で呼び出されたミッキーとシンの活躍により事なきを得る。サキとの別れ際に自分を頼るように言ったものの、彼から「人殺しが出来るか？」と問われ愕然とするのだった。
OVAでは、神崎が機長を務める機体に爆弾が仕掛けられるという展開になっている。
マダム・ビンセント
イギリス王室宝石鑑定家であり、宝石だけでなく経済など多分野に精通している才女。サワが日本刀を隠し持っていることを即座に見抜き、サワを驚かせている。
娘（ベルベット）がおり、また、自宅でライトとシャドーという豹を飼っている。
サキとは旧知の仲で、彼の命を狙ったマフィアの動向に関する相談を受ける。サキの身を案じ、「戦士の魂」と呼ばれるルビーの変種を与えた。「戦士の魂」は後にサキの手からシンへと渡された。
新谷夫人の佐伯かよのの漫画『ダイヤモンド・チェイサー』からのゲスト出演。
ベルベット
マダム・ビンセントの娘。年齢は明記されていないが、10歳前後のまだあどけなさの残る少女である。幼いころからサキに遊んでもらっていたようで、サキとチェスで対戦することを楽しみにしている。
マクガイヤー
オックスフォード大学教授で軍事分析専門家。サキが「ボルト一本のデータでミサイルの性能を割り出せる人」と評している。サキの依頼でマダム・ビンセントから提供された情報を分析し、マフィアの地上空母建造を突き止める。また沢に神崎が大和航空に大量導入した旅客機MB-14の危険性を指摘している。
新庄真（しんじょう まこと)
声 - 三木眞一郎（テレビアニメ版）
戦場カメラマン。
TV版オリジナルキャラクターでTV版において全編通してのもう一人の主役である。
元々は神崎から「シンの死を確認し、その写真を送れ」という依頼を受けてやってきたが、88のメンバーと日常を共にするうちに心境が変化し、純粋に自分の興味のために撮影活動を行うようになった。時にはその撮影技術を活かし、88周辺に潜んだ狙撃手を見つけたり、タイトロープ作戦の飛行ルートを設定したりと、作戦に協力したこともあった。当初は「自分たちの命を食い物にする卑しい男」という見方をされていたが、前述の経緯を経て、隊員たちからスナップ写真の撮影依頼を受けるなど仲間として見られるようになっていった。
しかし、シンの貯金が150万ドルに達する寸前で良心の呵責に耐えかね、神崎から依頼を受けてやってきたことを彼に伝えようとするが、それより前に事情を話していたグレッグがミッキーたちに先に知らせてしまう。現在は神崎の意志と関係なく取材をしていると弁解するが取り合ってもらえず、制裁として殴る蹴るの暴行を受けたうえ、撮影道具一式を焼却処分されてしまう。シンとサキの取りなしで懲役や死刑などの刑罰を受けることはなかったが、国外退去処分を受け、唯一残ったカメラだけを持って88を去る。その帰路でシンの飛行をファインダーに収めて日本に帰国、神崎との結婚式を控えた涼子に写真を渡してシンの生存を伝える。